# L'Étranger (film, 1943)
Pour les articles homonymes, voir L'Étranger (homonymie).
Pour plus de détails, voir Fiche technique et Distribution.
L'Étranger (The Demi-Paradise) est un film britannique réalisé par Anthony Asquith, sorti en 1943.

## Synopsis
Ivan Kouznetsoff, un inventeur soviétique se rend en Angleterre pour faire bénéficier l'industrie navale britannique de son invention portant sur les hélices. Il y rencontre Anne Tisdall et tombe follement amoureux d'elle. Sa relation avec elle remet en cause sa conception du système capitaliste. Après une querelle d'amoureux, Ivan rentre en URSS, mais il est rappelé en Angleterre un an plus tard pour résoudre quelques problèmes liés à son invention. Malgré ses efforts, ses modifications se révèlent insuffisantes et il risque de devoir retourner dans son pays. Anne convainc les chantiers navals de travailler jour et nuit pour réaliser l'hélice au dessin révolutionnaire. Ils résolvent le problème et c'est le début d'une nouvelle gamme de navires. Ivan peut retourner en Union Soviétique pour y aider à l'effort de guerre, sûr de l'amour d'Anne.

## Fiche technique
- Titre original : The Demi-Paradise
- Titre français : L'Étranger
- Titre américain : Adventure for two
- Réalisation : Anthony Asquith, assisté de George Pollock
- Scénario : Anatole de Grunwald
- Direction artistique : Carmen Dillon, Paul Sheriff
- Photographie : Bernard Knowles
- Son : John Cook, Desmond Dew
- Montage : Jack Harris, Renee Woods
- Musique : Nicholas Brodszky
- Production : Anatole de Grunwald, Filippo Del Giudice
- Société de production : Two Cities Films
- Société de distribution : General Film Distributors
- Pays d'origine :  Royaume-Uni
- Langue originale : anglais
- Format : Noir et blanc — 35 mm — 1,37:1 — son mono
- Genre : Comédie
- Durée : 114 minutes
- Dates de sortie :
  - Royaume-Uni : 18 novembre 1943
  - France : 5 juin 1946

## Distribution
- Laurence Olivier : Ivan Kouznetsoff
- Penelope Dudley-Ward : Ann Tisdall
- Marjorie Fielding : Mme Tisdall
- Margaret Rutherford : Rowena Ventnor
- Felix Aylmer : M. Runalow
- George Thorpe : Herbert Tisdall
- Leslie Henson : lui-même
- Guy Middleton : Dick Christian
- Michael Shepley : M. Walford
- Edie Martin : Winifred Tisdall
- Muriel Aked : Mrs. Tisdall-Stanton
- Joyce Grenfell : Sybil Paulson
- Everley Gregg : Mrs. Flannel
- Jack Watling : Tom Sellars
- David Keir
- Miles Malleson
- Aubrey Mallalieu
- John Laurie
- Marie Ault : Mme Jones
- Josephine Middleton

## Autour du film
- Le titre anglais du film "The Demi-Paradise" (le demi-paradis) est tiré d'une tirade du personnage de Jean de Gand dans Richard II, la pièce de William Shakespeare :

« Cet auguste trône des rois, cette île porte-sceptre,
cette terre de majesté, ce siège de Mars,
cet autre Éden, ce demi-paradis »